# غروب سن جورجیو مجیوره
غروب سن جورجیو مجیوره (انگلیسی: San Giorgio Maggiore at Dusk) یک نقاشی چشم‌انداز رنگ روغن بر روی بوم، اثر نقاش امپرسیونیسم فرانسه، کلود مونه است، گاهی از این نقاشی مونه با عناوین دیگری از جمله غروب در ونیز هم نام برده می‌شود، از این اثر مونه بیش از یک نقاشی وجود دارد که موضوع آنها به تصویر کشیدن صومعه جزیره سن مجیوره است، این اثر هنری در سال ۱۹۰۸ و در زمانی که مونه ۶۸ سال داشت و در جریان تنها سفر وی به ونیز طراحی گردید.

## نسخه کاردیف
یک نسخه دیگر از نقاشی غروب سن جورجیو مجیوره در پاریس تحت اختیار یک مجموعه‌دار آثار هنری ولزی به نام گوواندلون دیویس قرار گرفت، دیویس این نقاشی را به گالری هنر کاردیف (در حال حاضر موزه ملی کاردیف) به ارث گذاشت، این اثر امروزه در معرض دید عموم قرار دارد

## نگارخانه

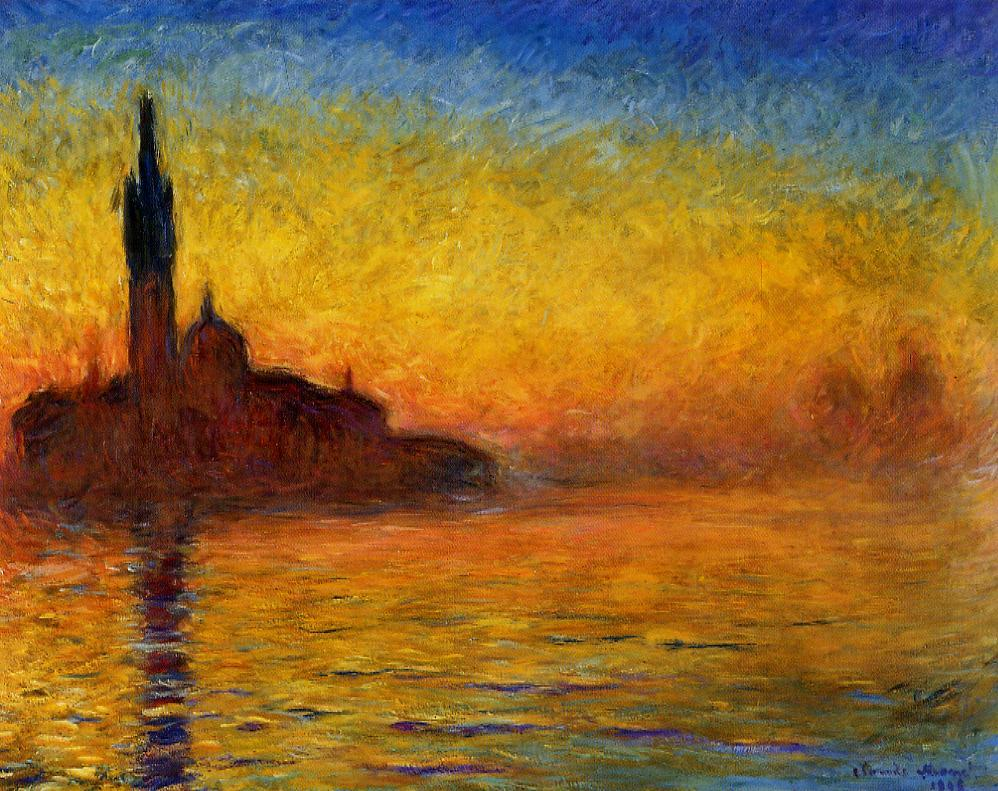
نسخه موجود از نقاشی در موزه هنر بریجستون توکیو
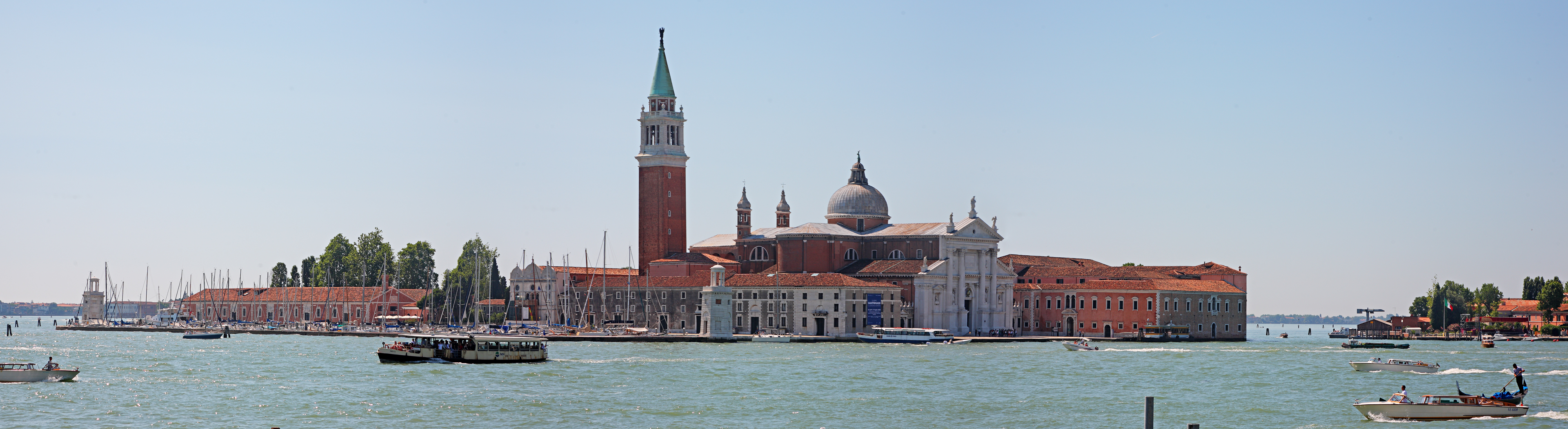
تصویر امروزی سن جورجیو مجیوره